# بوئینگ ایکس‌ای‌تی-۱۵
بوئینگ ایکس‌ای‌تی-۱۵ (به انگلیسی: Boeing XAT-15) یک هواگرد ساختِ کارخانهٔ بوئینگ در کشور ایالات متحده آمریکا است. نخستین استفاده‌کنندهٔ این هواپیما تفنگداران هوایی ارتش ایالات متحده آمریکا بوده‌است. این هواگرد برای نخستین بار در ۱۹۴۲ میلادی مورد استفاده قرار گرفت.